# برایان بوچ
برایان بوچ (انگلیسی: Brian Butch؛ زادهٔ ۲۲ دسامبر ۱۹۸۴) بازیکن بسکتبال اهل ایالات متحده آمریکا است.
وی در مسابقات کشوری و بین‌المللی در مجموع برندهٔ ۱ مدال برنز شده‌است.